# Афанасьевский сельсовет (Солнцевский район)
Афанасьевский сельсове́т — упразднённая административно-территориальная единица (сельсовет) в Солнцевском районе Курской области.
Административный центр — село Афанасьевка.
В 2006—2010 годах — муниципальное образование наделённое статусом сельского поселения. Законом Курской области от 26 апреля 2010 года № 26-ЗКО муниципальное образование Бунинский сельсовет, муниципальное образование Добро-Колодезский сельсовет и муниципальное образование Афанасьевский сельсовет были преобразованы путём объединения в муниципальное образование Бунинский сельсовет.

## Населённые пункты
В состав поселения входят:
- с. Афанасьевка
- д. 1-е Апухтино
- х. Каменское
- д. Кулига
- д. Толмачевка
- д. Хонок
- д. Яковлево